# مهدی‌آباد (دهاقان)
مهدی‌آباد روستایی در دهستان موسی‌آباد بخش مرکزی شهرستان دهاقان استان اصفهان ایران است.

## جمعیت
بر پایه سرشماری عمومی نفوس و مسکن در سال ۱۳۹۵ این روستا بدون جمعیت بوده‌است.